# Earthscore
Earthscore es un sistema de notación que permite a los videógrafos producir una percepción compartida de las realidades ambientales. El sistema optimiza el uso del video y la televisión en el contexto del movimiento ambiental al incorporar las ideas cibernéticas de Gregory Bateson y la semiología de Charles Sanders Peirce. La intención del sistema es generar comportamientos humanos que cumplan con los mecanismos autocorregibles de la Tierra. El sistema ha sido estudiado y utilizado por estudiantes universitarios y académicos de todo el mundo desde 1992.
Earthscore fue creado y desarrollado por el profesor de The New School, Paul Ryan, y originalmente publicado por la NASA en 1990.